# Капитаны голубой лагуны (фильм)
«Капитаны голубой лагуны» — советский детский художественный фильм, снятый в 1962 году режиссёрами Александром Курочкиным и Аркадием Толбузиным.
Премьера фильма состоялась 30 декабря 1962 года.

## Сюжет
Местные подростки Лёшка, Вовка и Санька целые дни проводят на берегу. Они купаются, загорают, ловят рыбу и мечтают о дальних плаваниях. В гости к отцу, служившему на погранзаставе, капитану 1-го ранга Лукьянову (Аркадий Толбузин) приехал сын Мишка. Вскоре случилось необычное событие: Санька выловил запутавшийся в сетях металлический контейнер. Им заинтересовались пограничники: внутри оказались вещи с яркими заграничными ярлыками. Такие вещи обычно появлялись в городе после захода в порт иностранного судна «Саламандра». Но в этот раз контрабанды на корабле обнаружить не удалось. Только на днище «Саламандры» были замечены какие-то шнуры и кольца к которым крепились контейнеры. Потом они переправлялись аквалангистом на берег. Лёнька увидел его в бухте, когда нырял за крабами. Пока он бегал на погранзаставу, тот исчёз. Тогда Лёнька предложил ребятам сам поймать контрабандиста. Однажды они встретили на улице подозрительного человека. Ребята бросились в погоню. Преследуя его, Мишка и ещё один мальчик сели на катер и отчалили от берега, хотя начинался шторм. К счастью, ребят подобрали в море пограничники.

## Съемки
Съёмки проходили на базе Ялтинской киностудии. Как натура использовалась пристань и набережная парка Воронцовского дворца в Алупке, акватория горы Карадаг, в том числе скала Золотые ворота. Один из примеров подводных съёмок в СССР в 1960 годы, которые были выполнены Б. Юрченко.
Дебют в кино Бориса Сичкина в небольшой роли итальянца-контрабандиста.
Музыку к фильму написали композиторы Николай Будашкин и Евгений Крылатов, это один из первых фильмов будущего метра советской киномузыки. Заглавная песня написана на стихи поэта-фронтовика М. А. Соболя.

## В ролях
- Боря Кокин — Лёшка Бутенко
- Саша Сатрапинский — Мишка
- Саша Баранов — Санька
- Саша Бреславский — Вовка, младший брат Лёшки
- Аркадий Толбузин — Андрей Иванович Лукьянов, капитан 1-го ранга, папа Мишки
- Юрий Саранцев — Игорь Санаев, лейтенант-пограничник
- Лев Фричинский — Золотов, капитан-лейтенант
- Галина Ноженко — Прасковья Андреевна, мама Лёшки и Вовки
- Григорий Михайлов — Серебряный
- Дмитрий Масанов — майор милиции
- Константин Тыртов — таможенник
- Тамара Яренко — Ольга Ивановна, мама Мишки
- Александр Лебедев — боцман, старшина 1-й статьи
- Юра Москвин — эпизод
- Валера Щетинин — эпизод
- Борис Сичкин — итальянец-контрабандист
- Геннадий Юдин — иностранец
- Виктор Колпаков — немец
- Игорь Ларин — иностранец
- Юрий Киреев — турист
- Людмила Татьянчук — киоскёр
- Людмила Карауш — гостья на дне рождения
- Лидия Королёва — эпизод

## Создатели фильма
- Авторы сценария: Владимир Черносвитов, Аркадий Толбузин
- Режиссёры-постановщики — Александр Курочкин, Аркадий Толбузин
- Операторы: Юрий Малиновский, Александр Рыбин
- Композиторы — Николай Будашкин, Евгений Крылатов
- Текст песен: М. Соболь
- Художник-постановщик: Петр Слабинский
- Звукооператор — Н. Шарый
- Монтаж — Е. Квятковская
- Второй режиссёр — Д. Кадацкий
- Второй оператор — Р. Казганьянц
- Художник-гримёр — Е. Филипенко
- Художник по костюмам — Л. Георгиев
- Комбинированные съёмки
  - Оператор — В.Шолин
  - Художник — В. Васильев
  - Подводные съёмки — Б. Юрченко
- Редактор — В. Абызов
- Оркестр Главного управления по производству фильмов

Дирижёр — Арнольд Ройтман
- Директор картины — О. Билик